# Scioto County
Scioto County er et county i den amerikanske delstat Ohio. Det ligger sydligt i delstaten og det grænser op imod Pike County i nord, Jackson County i nordøst, Lawrence County i øst og mod Adams County i vest. Amtet grænser også op til delstaten Kentucky i syd.
Scioto Countys totale areal er 1 596 km² hvoraf 10 km² er vand. I 2000 havde fylket 79 195 indbyggere.
Amtets administration ligger i byen Portsmouth.
Amtet blev grundlagt i 1803 og har fået sit navn efter enten floden Scioto River eller fra et indiansk ord som betyder hjort eller hjortejagt.

## Demografi
Ifølge folketællingen fra 2000 boede der 79.195 personer i amtet. Der var 30.871 husstande med 21.362 familier. Befolkningstætheden var 50 personer pr. km². Befolkningens etniske sammensætning var som følger: 94.88% hvide, 2.73% afroamerikanere, 0,63% indianere, 0,24% asiater, 0,02% fra Stillehavsøerne, 0,18% af anden oprindelse og 1.31% fra to eller flere etniske grupper.
Der var 30.871 husstande, hvoraf 31,80% havde børn under 18 år boende. 52,30% var ægtepar, som boede sammen, 13,10% havde en enlig kvindelig forsøger som beboer, og 30.80% var ikke-familier. 26,90% af alle husstande bestod af enlige, og i 12,50% af tilfældene boede der en person som var 65 år eller ældre.
Gennemsnitsindkomsten for en husstand var 28.008 $ årligt, mens gennemsnitsindkomsten for en familie var på 34.691 $ årligt.